# Molkoms folkhögskola

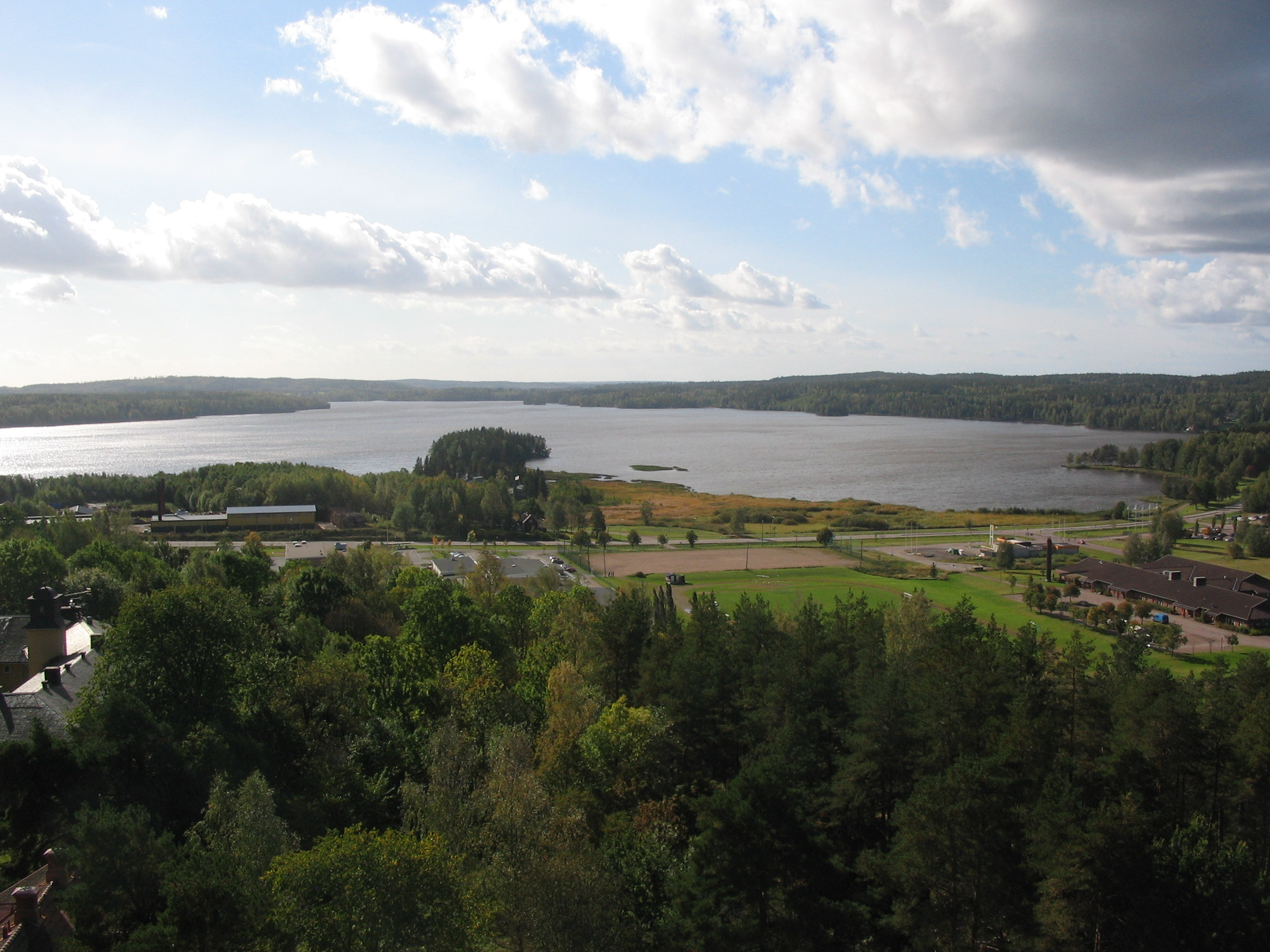
Vy mot Molkomsjön från vattentornet. Folkhögskolan syns i nedre vänstra hörnet.

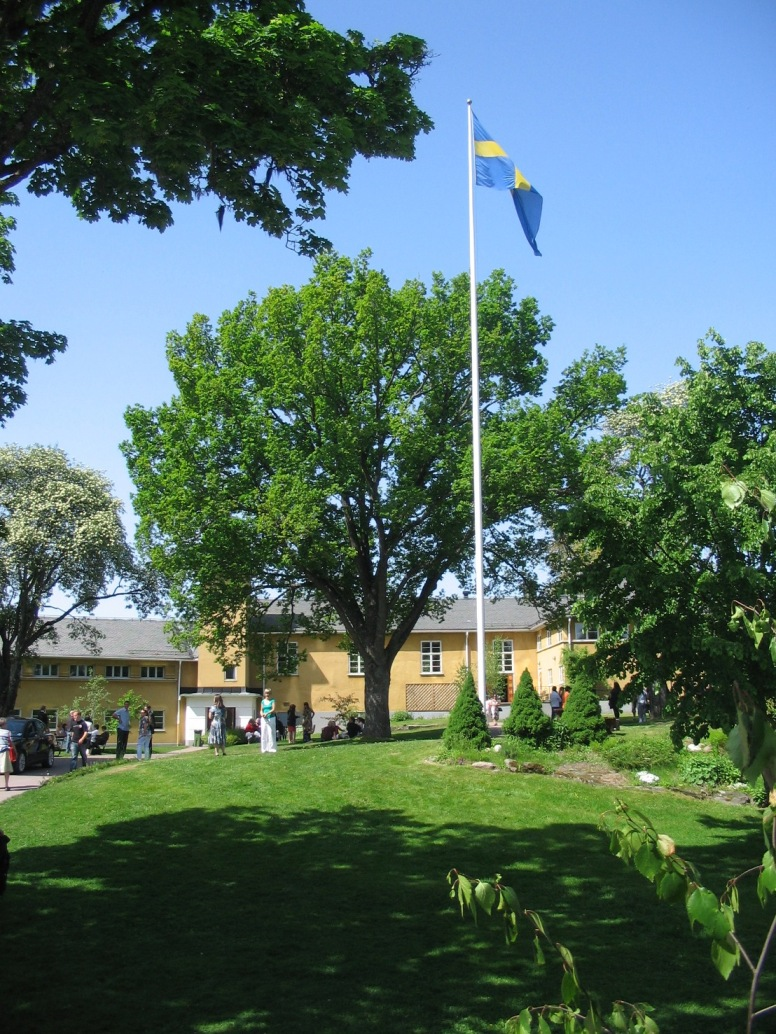
Avslutningen i maj 2008.

Molkoms folkhögskola är en folkhögskola i Molkom, ett samhälle som ligger 3 mil nordost om Karlstad i Värmland. Filialverksamhet bedrivs även sedan ett flertal år inne i Karlstad. Molkoms folkhögskola firade sitt 150-årsjubileum år 2024. Molkoms folkhögskola har som sina profilämnen film, skådespeleri och hälsa. Skolan i Molkom är dessutom ett internat med ett 60-tal rum (samtliga är enkelrum) och här studerar cirka 100 personer under terminerna. Alla elevhem har dagrum och kök eller pentry. Folkhögskolan drevs under många år av Värmlands läns landsting, men sedan 2007 är Region Värmland skolans huvudman. 

## Historia
Skolan har funnits sedan 1874, då Värmlands läns folkhögskola startade sin verksamhet (och därmed blev Värmlands första folkhögskola). Skolan var först lokaliserad till Ransäter, där verksamheten inleddes den andra november detta år. Vid den tidpunkten hade det funnits folkhögskolor i sex år i Sverige och det var totalt 36 stycken ”ynglingar” som beviljades inträde till den första kursen. År 1881 flyttades verksamheten till Molkom. Skolans styrelse hade köpt in en före detta lanthandel för 13 800 kronor och det var inte minst Molkoms gynnsamma läge ur kommunikationssynpunkt (fem minuters gångväg från järnvägsstationen) som var en avgörande faktor. Något internat fanns inte på skolan vid den här tiden. Det skulle dröja fram till 1903 innan det första elevhemmet togs i bruk (den byggnad som idag bland annat inrymmer matsal, expedition och elevhemmet ”Gamla”). Runt den gamla lanthandeln har det sedan under mer än hundra år byggts ut och byggts till. År 2011 startade byggnationen av ett nytt "filmhus", för att bättre kunna svara mot framför allt film- och skådespelarelevernas behov. Detta filmhus, en så kallade blackbox (kombinerad teater- och filmstudio), invigdes i maj 2012 som Studio Molkom.  
Skolan firade sitt 150-års jubileum år 2024 med en minnessten, sång av skolans kör samt ett boksläpp med historik över skolan skriven av den tidigare skådespelar eleven Oscar Johansson.  

### Föreståndare och rektorer
- 1874–1881 Anders Norblad (föreståndare)
- 1881–1886 August Roos (föreståndare)
- 1886–1908 Mauritz Tisell (föreståndare)
- 1908–1933 Hjalmar Heden (föreståndare – rektor från 1912/13)
- 1933–1947 Karl Branzén
- 1947–1967 Verner Sahlström
- 1967–1988 K.G. Mattsson
- 1988–2009 Lars Westling
- 2010- Gunilla Frykensjö Björnfoth (nuvarande rektor)

En av skolans tidigare lärare var under en kortare period (1895/1896) Erik Axel Karlfeldt.

## Verksamhet
Molkoms folkhögskolas långa kurser är Allmän linje, som erbjuds i såväl Molkom som på filialen inne i Karlstad (där man förutom Allmän kurs kan läsa Allmän kurs gymnasieförberedande med svenska som andraspråk samt Allmän kurs – yrkesförberedande med svenska som andraspråk). I Molkom finns dessutom speciallinjerna Skådespeleri - film och teater, Film - skapande och produktion samt Hälsotränare. Filmutbildningen är eftergymnasial och tvåårig, de övriga ettåriga (men det finns på Skådespeleri - Film och teater en möjlighet att ansöka till ett påbyggnadsår). Filmutbildningen genomförs sedan höstterminen 2019 på engelska, med namnet Film - Creating and Producing. Höstterminen 2017 startade kursen Animation NPF, riktad till unga vuxna med diagnosen NPF (neuropsykiatrisk funktionsnedsättning) och som vill lära sig grunderna i animation och samtidigt förbereda sig för ett framtida yrkes- och vuxenliv. Från och med hösten 2020 är kursen öppen för alla intresserade av animation.
Skolan erbjuder även Collegeåret, ett samarbete mellan Karlstads universitet samt flera vuxenutbildningar. Under sommarperioden har sedan ett flertal år också anordnats veckolånga sommarkurser inom en rad olika ämnen.
På skolans filialer i Karlstad och Filipstad erbjuds flera Allmänna kurser; förutom de ovan nämnda startade Allmän kurs – NPF Estet under höstterminen 2015. Kursen, som har en estetisk inriktning, vänder sig till den som har diagnosen NPF och är i behov av särskilt stöd för att klara av studierna.
Filialverksamhet har bedrivits i Karlstad sedan 1967 och på flera olika adresser. För närvarande finns Molkoms folkhögskolas filial i Karlstad på Orrholmsgatan 4.
Flera av skolans utbildningar har haft en omfattande extern verksamhet. Många av de filmer som gjorts av kursdeltagare på Filmutbildningen (och ofta med kursdeltagare från Skådespelarutbildningen i rollerna) har visats och även prisbelönats på en rad olika filmfestivaler, inte minst den värmländska filmfestivalen Filmörnen. Skådespelarlinjens andraårselever har dessutom satt upp flera uppmärksammade teaterföreställningar, från "Gycklarnas Hamlet", "Tartuffe", "Dödskammaren", "Bettysagorna", Woody Allens "Skrivkramp", Anne Charlotte Lefflers "Sanna kvinnor", Jonas Gardells "Människor i solen",  Sisela Lindbloms "Flickor", Kajsa Isaksons "...som en påtagligt dödlig påtänd kanin" och Patrik Bergners "bortA". 
Såväl teater- som filmvisningar är i regel öppna för allmänheten, något som understryker skolans betydelse som kulturförmedlare i samhället (i det här fallet Molkom).  I skolans egen biograf (Bio Molkom) visas dessutom regelbundet ”dagisbio” för förskolebarn och även film för något äldre genom FiLMklubb ML:s försorg, en filmklubb startad hösten 2013 och som vänder sig till såväl kursdeltagare som externa gäster och som kräver medlemskap. 
Skolan i Molkom har en restaurangverksamhet som dagligen (måndag-fredag) serverar lunch till ett stort antal externa gäster, förutom till skolans kursdeltagare.